# The Greenberry Woods
The Greenberry Woods waren eine US-amerikanische vierköpfige Power-Pop-Formation, gegründet 1989 von den beiden Songwritern Ira Katz und Matt Huseman, als diese noch Studenten an der Universität von Maryland waren, kompetiert durch den Zwillingsbruder von Huseman, Brandt, am E-Bass und Miles Rosen am Schlagzeug.

## Geschichte
Die Musikgruppe veröffentlichte, nach diversen lokalen Erfolgen in Baltimore – Katz und Huseman waren nach Beendigung ihres Studiums dorthin zurückgekehrt – und der Unterzeichnung eines Plattenvertrages mit Sire Records  zwei Alben Rapple Dapple und Big Money Item, sowie die Singles Trampoline und Super Geek. Aufgrund von Problemen, zum einen entstanden durch die Fusion von Sire Records und Elektra Records und der damit einhergehenden schwindenden Unterstützung für die Musikgruppe sowie internen Problemen, begründet in einem von den Huseman Brüdern initiierten Nebenprojekt mit Namen Splitsville, lösten sich The Greenberry Woods im Jahre 1996, nachdem Sire Records sie aus dem noch bestehenden Vertrag entlassen hatte, auf. Katz gründete hieraufhin die Band Wonderfool, während Rosen das Musikbusiness gegen eine Tätigkeit als Hypothekenbanker eintauschte.

## Diskografie

### Alben
- 1994: Rapple Dapple (Sire Records)
- 1995: Big Money Item (Sire Records)

### Singles und EPs
- 1994: Trampoline (Sire Records, Reprise Records)
- 1995: Super Geek (Sire Records, Kinetic Records)

### Kompilationen
- 1995: Shorty (Sire Records)